# Veleobr
Veleobr nebo nadobr je velmi hmotná a velmi zářivá hvězda. Její absolutní hvězdná velikost je -3 až -8, povrchová teplota od 3 500 do 25 000 Kelvinů, hmotnost 10 až 70 hmotností Slunce a velikostí se rovnají 1 000krát průměru Slunce. Vzhledem ke své extrémní hmotnosti mají velice krátký život, pohybující se pouze mezi 10 až 50 miliony let. V Hertzsprungově–Russellově diagramu zabírají celou horní část.
Často se vyskytují v mladých kosmických strukturách, jakými jsou například otevřené hvězdokupy v ramenech spirálních a nepravidelných galaxií. Méně se vyskytují v eliptických galaxiích a kulových hvězdokupách, které jsou složené převážně ze starších hvězd.
Mezi nejznámější veleobry patří hvězdy Polárka, Betelgeuze, VV Cephei, Deneb, Rigel nebo V354 Cephei.

## Vývoj
Hvězdy hlavní posloupnosti třídy O a nejhmotnější modrobílé hvězdy třídy B se stanou veleobry. Kvůli vysoké hmotnosti mají extrémně krátkou dobu života, několik set tisíc až maximálně 30 milionů let. Jsou ke spatření především v mladých galaktických strukturách jako otevřené hvězdokupy, ramena spirálních galaxií, a nepravidelné galaxie. Méně často se vyskytují ve spirálních galaxiích, velmi zřídka jsou pozorované v eliptických galaxiích nebo kulových hvězdokupách, které se skládají převážně ze starých hvězd.
Veleobr vznikne, když masivní hvězda hlavní posloupnosti spotřebuje všechen vodík v jádru. Následně začne expandovat, stejně jako hvězdy nižších hmotností, ale na rozdíl od nich má veleobr dostatečnou hmotnost, aby v jádru vznikla teplota potřebná pro nastartování fúze hélia. Také na rozdíl od méně hmotných hvězd červení veleobři neodhodí svou atmosféru jako planetární mlhovinu, když spotřebují vodík a hélium. Namísto toho i nadále spalují těžší prvky, dokud se nezhroutí. Tím pádem nepřijdou o dostatek hmotnosti, aby se z nich stal bílý trpaslík, takže se změní na neutronovou hvězdu nebo černou díru krátce poté, co vybuchnou jako supernova.
Hvězdy o hmotnosti větší než 40 hmotností Slunce se nemohou stát červenými veleobry, protože spalují vodík příliš rychle a příliš rychle také ztrácejí své vnější vrstvy. Stanou se z nich tedy modří nebo žlutí hyperobři, rovněž velmi žhavé a svítivé hvězdy. Hvězdy s hmotností stokrát větší než hmotnost Slunce spalují tak účinně, že dokáží přivést vodík z povrchu do jádra a zde ho spotřebovat. Po téměř kompletním spotřebování vodíku projde tato hvězda zrychleným vývojem a v sérii rychlých změn se několikrát stane různými hvězdami typu WNh, WN, případně WC nebo WO. Očekává se, že se nakonec stane supernovou, ale dosud není jasný princip, jakým se tak děje. Existence těchto veleobrů, které stále ještě spalují vodík v jádru, a přitom už tvoří těžší prvky, bude vyžadovat poněkud komplexnější definici veleobrů.
První hvězdy ve vesmíru byly pravděpodobně značně jasnější a masivnější než hvězdy v současném vesmíru. Jejich existence je nutná pro vysvětlení některých chemických prvků, zejména vodíku a hélia v kvasarech. I když byli větší a zářivější než jakýkoli dnes známý veleobr, jejich struktura byla zcela odlišná, se sníženou konvekcí a menšími ztrátami hmoty. Jejich velmi krátké životy pravděpodobně skončily násilnou fototransmutací nebo dvojicí nestabilních supernov.

## Definice

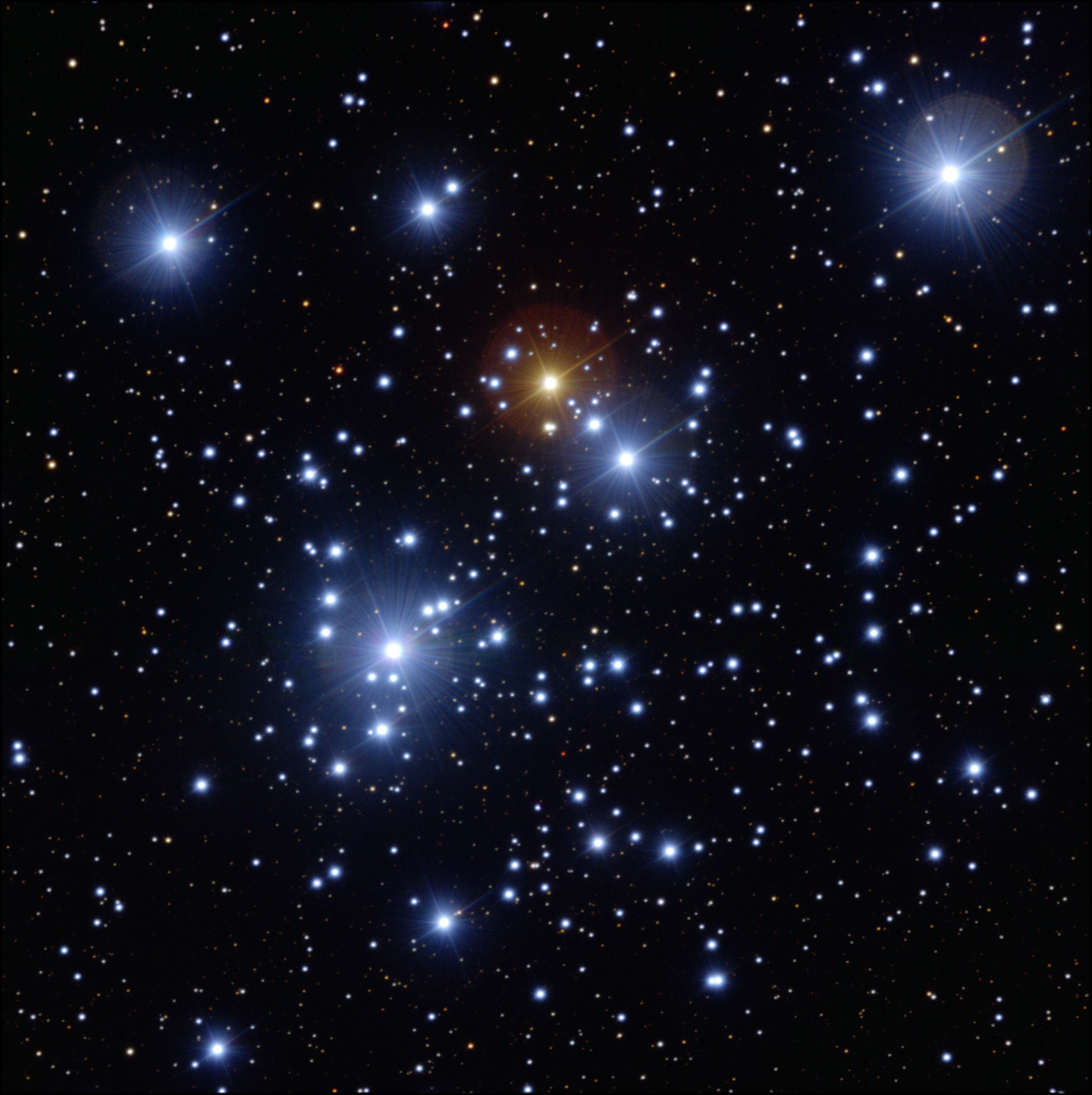
Čtyři nejjasnější hvězdy ve hvězdokupě NGC 4755 jsou modří veleobři, spolu s nimi je na obrázku i červený veleobr.

Termín veleobr, aplikovaný na hvězdu, nemá jednu konkrétní definici. Termín obří hvězda poprvé použil Ejnar Hertzsprung, když vyšlo najevo, že většina hvězd spadá do dvou odlišných oblastí Hertzsprung-Russellova diagramu. Jedna oblast obsahovala větší a více svítící hvězdy spektrální typů A až M, které dostaly název obři. Následně, protože dříve neexistovala měřitelná srovnání, vyšlo najevo, že některé z těchto hvězd jsou podstatně větší a zářivější než ostatní, a byl pro ně přijat termín „velmi obří“, tedy veleobři.

### Spektrální třída svítivosti
Veleobři mohou být identifikováni na základě jejich spektrálních čar, s výraznými liniemi citlivými na vysokou svítivost a nízkou gravitaci. V roce 1897 americká astronomka Antonia Mauryová rozdělila hvězdy na základě šířek jejich spektrálních čar, přičemž třída C připadla hvězdám s nejužšími linkami. Ačkoli to nebylo tehdy známo, byly to nejzářivější hvězdy. V roce 1943 astrofyzici Morgan a Keenan stanovili svou vlastní spektrální klasifikaci tříd zářivosti hvězd, přičemž třída I odkazovala na veleobry. Tato klasifikace se používá dodnes, pouze byly provedeny úpravy na základě vyššího rozlišení moderních spektrometrů. Veleobři se vyskytují v každé spektrální třídě, od mladé modré hvězdy třídy O až po velmi vyvinuté červené hvězdy třídy M. Vzhledem k tomu, že jsou větší ve srovnání s hvězdami hlavní posloupnosti stejného spektrálního typu, mají nižší povrchovou gravitaci a tyto změny mohou být pozorovány v jejich profilových liniích. Veleobři jsou také vyvinuté hvězdy, které obsahují vysoké procento těžších prvků, víc než mají hvězdy hlavní posloupnosti. Kromě změn spektrálních čar v důsledku nízké povrchové gravitace lze veleobry identifikovat také podle velmi vysokých ztrát hmotnosti a z toho plynoucích oblaků materiálu obklopující danou hvězdu, které produkují vlastní odlišné spektrální čáry. Morgan-Keenanova klasifikace přiřazuje těmto hvězdám tyto třídy: Ib pro veleobry, Ia pro zářivé veleobry, 0 nebo Ia+ pro hyperobry a Iab je používána pro středně pokročilé zářivé veleobry. Ve skutečnosti jde o velmi obtížně definovaná pásma spíš než pevně dané třídy s přesně vymezenými hodnotami. Spektra veleobrů tak často obsahují vysvětlivky, které dále určují spektrální zvláštnosti dané hvězdy. Například Rigel má označení B2 Iae nebo W Mensae F5 Ipec.

### Vyvinutí veleobři
Veleobry lze také definovat jako zvláštní fáze v evoluční historii některých hvězd. Hvězdy s počáteční hmotností nad 10 hmotností Slunce rychle a hladce nastartují fúzi jader hélia poté, co vyčerpaly vodík a následně po spotřebování helia pokračují fúzi dalších těžkých prvků. Nakonec hvězda začne produkovat železo, následkem čehož se jádro zhroutí a hvězda se stane supernovou. Jakmile tato hmotná hvězda opustí hlavní posloupnost, její atmosféra se nafoukne a změní se na veleobra. Hvězdy s počáteční hmotností menší než 10 hmotností Slunce nikdy nevytvoří železné jádro a tudíž se z nich nikdy nestanou veleobři, ačkoli mohou dosáhnout zářivého výkonu tisíckrát většího než Slunce. Nemají totiž dostatečně velkou gravitaci na to, aby ve svém jádru zažehli fúzi uhlíku (nebo těžších prvků), takže se nakonec po ztrátě krajních vrstev stanou bílým trpaslíkem. Fáze, kdy tato hvězda má vodík i hélium v jádře je označována jako asymptotická větev obrů (AGB), a postupem času se z ní stává stále více a více zářivější hvězda třídy M. Hvězdy o hmotnosti přesně 8 až 10 hmotností Slunce mohou roztavit dostatek uhlíku na AGB, takže začnou vytvářet kyslíkovo-neonové jádro a mohou se stát supernovou díky vzniku degenerovaného elektronového plynu. Někteří astrofyzici tyto hvězdy ovšem označují spíše jako Asymptotické veleobry než veleobry.

### Kategorizace vyvinutých veleobrů
Existuje několik kategorií vyvinutých hvězd, které nejsou veleobry z evolučního hlediska, ale mohou vykazovat spektrální vlastnosti veleobrů nebo mají srovnatelný zářivý výkon.
Některé hvězdy z asymptotické větve obrů (AGB) jsou vyvinutí červení obři s nižší hmotností, jejichž zářivý výkon může být srovnatelný s více hmotnými červenými veleobry, ale vzhledem k jejich nízké hmotnost končí jejich životy jiným způsobem (planetární mlhovina a bílý trpaslík spíše než supernova), a astrofyzici je řadí do jiné kategorie. Rovněž mnoho hvězd zbylých po asymptotických veleobrech dostane spektrální typ náležící svítivým veleobrům. Například hvězd RV Tauri spadá to třídy Ia (zářivý veleobr), přestože je méně hmotná než Slunce. Toto se týká i některých hvězd z AGB, například proměnné hvězdy W Virginis, jejichž svítivost způsobuje termální pulzování. Naopak velmi málo Mirid má spektrální typy náležící svítivým veleobrům, jako například Alfa Herculis.
Proměnné hvězdy Cefeidy obvykle mají spektrální typy náležící svítivým veleobrům, přestože pouze nejzářivější a nejhmotnější z nich dokážou vytvořit železné jádro. Většina jich patří mezi průměrně hmotné hvězdy spalující helium a jednoho dne se vyvinou v asymptotické obry. Delta Cephei je takovým příkladem, je 2 000krát svítivější a 4,5krát hmotnější než Slunce.
Wolfovy–Rayetovy hvězdy jsou také velmi hmotné zářivé hvězdy, žhavější než většina veleobrů, což je ale způsobeno jejich vysokými povrchovými teplotami. Jejich spektru dominují helium a další těžké prvky, ovšem mají málo nebo žádný vodík, takže se jedná o ještě více vyvinuté hvězdy než veleobři. Stejně jako hvězdy z AGB se Wolfovy–Rayetovy hvězdy mohou nacházet jak ve stejné oblasti HR diagramu jako červení veleobři, tak také v oblastech patřících hvězdám hlavní posloupnosti i v oblastech patřících nejžhavějším modrým veleobrům. Nejhmotnější a nejzářivější hvězdy hlavní posloupnosti jsou téměř k nerozeznání od veleobrů, ve které se rychle promění. Mají téměř stejnou teplotu a velmi podobný zářivý výkon, a jen velmi detailní analýza spektrálních vlastností dokáže rozlišit, že se jedná o hvězdu hlavní posloupnosti třídy O a ne raného veleobra třídy O.
Zářivé proměnné modré hvězdy (LBV) jsou typem hvězd, které se vyskytují ve stejné oblasti HR diagramu jako modří veleobři, ale jsou zařazeni do samostatné kategorie. Jsou to vyvinuté, expandované, masivní a zářivé hvězdy, často hyperobři, ale mají vlastní, velmi specifickou spektrální variabilitu. Pokud jsou LBV pozorované v průběhu času, kdy jsou stabilní, mohou být chybně zařazeny do kategorie veleobrů.
Hyperobři jsou často považováni za odlišnou kategorii hvězd než veleobři, ačkoli se jedná jen o jasnější verze veleobrů. Jsou vyvinutí, expandovaní, masivní a zářiví jako veleobři, ale tyto charakteristiky jsou dotažené do extrému, a jejich vlastnosti částečně ovlivňují velké ztráty hmoty v důsledku jejich extrémního zářivého výkonu a s tím spojené nestability. Obecně platí, že i velmi vyvinutí veleobři vykazují známky hyperobrů, zejména pokud ztratí mnoho hmoty.
Některé hvězdy třídy B[e] jsou veleobry, ačkoli jiné hvězdy jimi zjevně nejsou. Někteří vědci řadí B[e] objekty odděleně od veleobrů, zatímco jiní definují masivní vyvinuté B[e] hvězdy jako podskupinu veleobrů.

## Vlastnosti

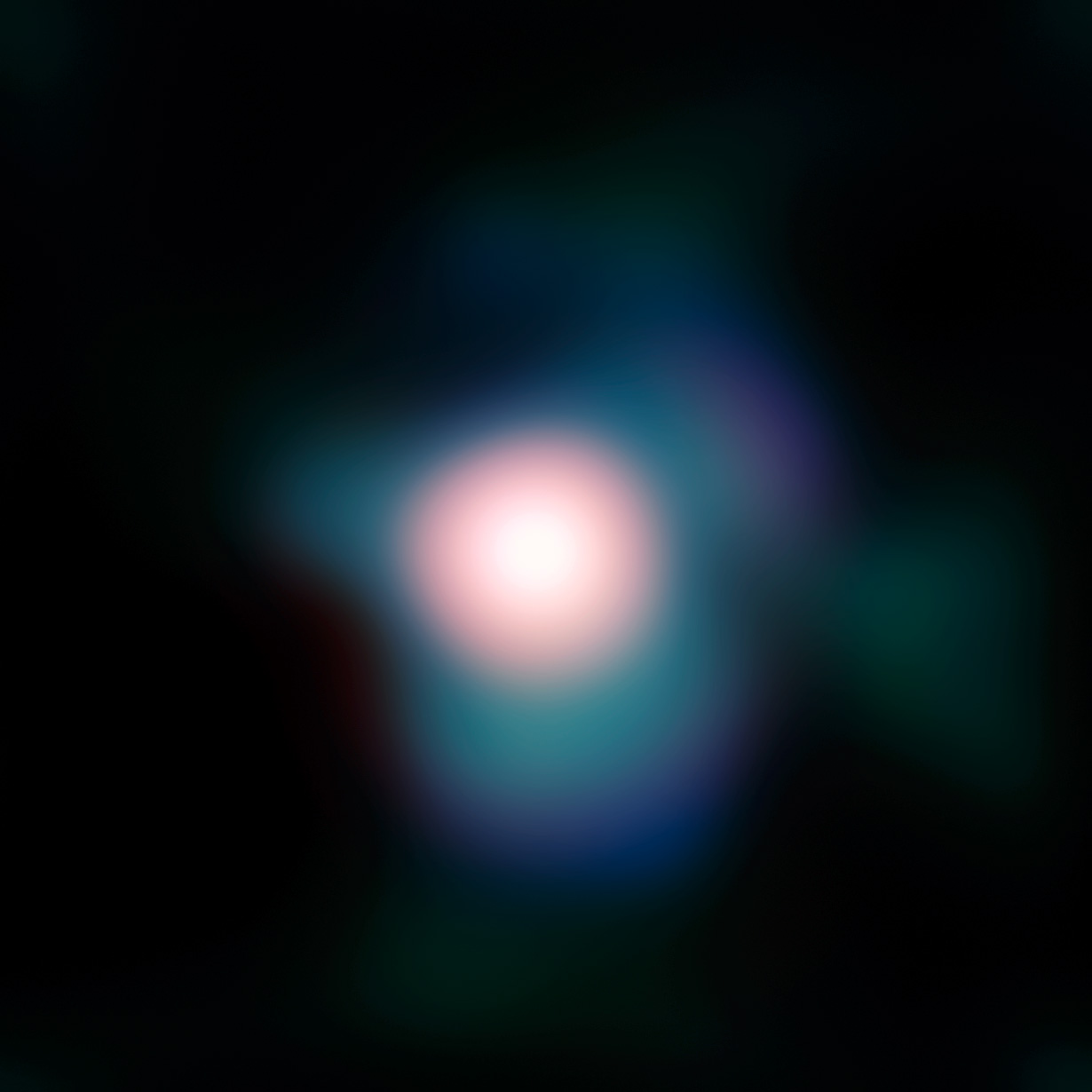
Disk a atmosféra okolo Betelgeuse na snímku pořízeném Evropskou jižní observatoří

Veleobři mají hmotnost od 8 až 12 hmotností Slunce výš, a zářivý výkon tisíckrát až milionkrát vyšší než Slunce. Značně se liší poloměrem, který je obvykle 30krát až 500krát, v některých případech dokonce 1000krát větší než poloměr Slunce. Jsou dostatečně masivní, aby byli schopni zažehnout fúzi hélia předtím, než se jejich jádro zhroutí, a to i bez dodatečných výbojů energie, které potřebují hvězdy s nižší hmotností. I poté pokračují ve spalování těžších prvků, až se v jejich jádru začne tvořit železo, což spolu s vysokou hmotností vyústí v jejich explozi jako supernova.
Stefanův–Boltzmannův zákon určuje, že relativně chladné povrchy červených veleobrů vyzařují mnohem méně energie než modří veleobři, což při stejné svítivosti znamená, že červení veleobři jsou mnohem větší než jejich modří protějšci. Tlak slunečního záření udržuje největší chladné veleobry na velikosti až kolem 1 500 poloměrů Slunce a nejmohutnější horké veleobry na zhruba milionkrát větší zářivosti, než má Slunce. Hvězdy blízké těmto hodnotám jsou nestabilní, pulzují a zažívají rychlé ztráty hmoty.

### Povrchová gravitace
Třídy svítivosti jsou veleobrům přiřazeny na základě spektrálních vlastností, které jsou do značné míry odrazem povrchové gravitace, i když jsou také ovlivněny dalšími vlastnostmi, jako například mikroturbulencemi. Veleobři mají obvykle povrchovou gravitaci ve výši přibližně log (g) 2,0 cgs a nižší, ačkoli svítiví obři (třída svítivosti II) mají statisticky velmi podobnou povrchovou jako veleobři třídy Ib. Chladní zářiví červení veleobři mají nižší povrchovou gravitaci, u nejzářivějších nestabilních hvězd se pohybuje log (g) okolo nuly. Žhavější veleobři, i ti nejzářivější, mají povrchovou gravitaci kolem jedné, kvůli jejich vyšší hmotnosti a menšímu poloměru.

### Teplota
Existují veleobři ve všech spektrálních třídách a v celém rozsahu teplot, od hvězd z poloviny třídy M s teplotou 3500 K po nejžhavější hvězdy třídy O s teplotou 40 000 tisíc Kelvinů. Veleobři obecně nejsou chladnější než střední hvězdy třídy M, protože taková tělesa by teoreticky byla katastroficky nestabilní, nicméně existují potenciální výjimky, jako VX Sagittarii.
Ačkoli existují příklady veleobrů v každé třídě z O do M, většina jsou spektrální typ B, více než ve všech ostatních spektrálních třídách dohromady. Mnohem menší skupina málo svítivých veleobrů existuje ve třídě G, tyto hvězdy střední velikosti spalují v jádru helium, načež se přesunou do asymptotické větev obrů. Další skupinou jsou velmi svítiví veleobři nízké třídy B (B0-2) nebo velmi vysoké třídy O (O9,5), které jsou ještě běžnější než hvězdy hlavní posloupnosti těchto spektrálních typů.
Relativní počet modrých, žlutých a červených veleobrů je ukazatelem rychlosti vývoje hvězdy a používá se jako silný testovací model vývoje hmotných hvězd.

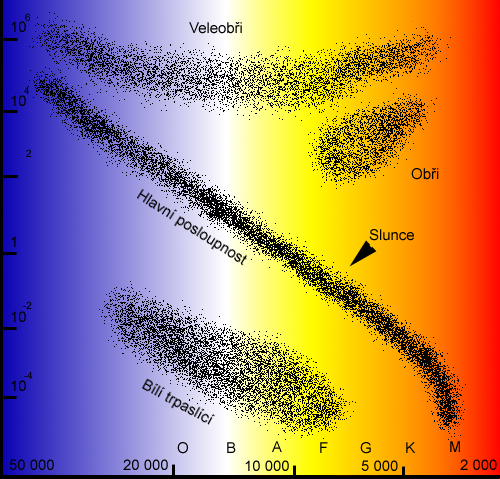
Veleobři znázorněni na HR diagramu

### Svítivost
Veleobři leží více či méně horizontálním pásmu zabírajícím celou horní část HR diagramu, i když existují rozdíly v různých spektrálních typech. Tyto rozdíly jsou částečně důsledkem různých metod pro přiřazení třídy svítivosti různým spektrálním typům, a částečně odráží skutečné fyzické rozdíly ve hvězdách. Bolometrická svítivost hvězdy odráží celkové výstupní elektromagnetické záření na všech vlnových délkách. Pro velmi horké a velmi chladné hvězdy je bolometrická svítivost výrazně vyšší, než je svítivost vizuální, někdy i v rozsahu několika magnitud. Tato bolometrická korekce je rovna přibližně jedné magnitudě pro střední hvězdy třídy B, vysoké hvězdy třídy K, a nízké hvězdy třídy M, a zvyšuje se na tři magnitudy pro třídu O a střední hvězdy třídy M.
Všichni veleobři jsou větší a zářivější, než hvězdy hlavní posloupnosti se stejnou povrchovou teplotou. Například hvězda hlavní posloupnosti třídy B0 má absolutní magnitudu -5, což znamená, že všichni veleobři třídy B0 jsou výrazně zářivější než absolutní magnituda -5. Bolometrická svítivost i pro ty nejslabší modré veleobry je desettisíckrát větší než svítivost Slunce, nejsilnější jsou pak milionkrát silnější než Slunce, jako například hvězdy typu Alfa Cygni nebo zářivé proměnné hvězdy. Nejžhavější veleobři nízkého spektrálních typu O se vyskytují ve velmi úzkém rozmezí svítivosti, nad vysoce svítivými nízkými hvězdami hlavní posloupnosti třídy O a obřími hvězdami. Nejsou řazeni samostatně do třídy normálních (Ib) nebo zářivých (Ia) veleobrů, ale mají obyčejně svůj vlastní spektrální modifikátor „f“ pro emise dusíku a helia (např. hvězda HD 93129A je spektrální typ O2If).
Žlutí veleobři jsou podstatně méně zářivější než absolutní magnituda -5, většinou okolo hodnoty -2 jako například hvězda 14 Persei. S bolometrickou korekcí okolo nuly tak mohou být pouze stokrát svítivější než Slunce. Nejedná se však o velmi hmotné hvězdy, pouze mají obzvlášť nízkou povrchovou gravitaci, často kvůli nestabilitě, jako pulzující proměnné Cepheidy. Nejzářivější žluté hvězdy, žlutí hyperobři, patří mezi zrakově nejjasnějších hvězdy s absolutní magnitudou -9 a zářivým výkonem milionu Sluncí.
Horní hranice svítivosti červených veleobrů je zhruba půl milionu zářivého výkonu Slunce. Hvězdy, které by mohly být jasnější než tato hodnota, rychle odhazují vnější vrstvy své obálky a stávají se horkými modrými veleobry. Většina červených veleobrů, když byli hvězdami hlavní posloupnosti, měla hmotnost 10 až 15 hmotností Slunce a nyní mají zářivý výkon nižší jak 100 tisíc Sluncí. Existuje jen velmi málo svítivých veleobrů Ia třídy M. Nejméně svítivými hvězdami klasifikovanými jako červení veleobři jsou některé z nejjasnějších hvězd AGB, které jsou velmi expandované a nestabilní, jako proměnné hvězdy RV Tauri. Většina AGB hvězd náleží do kategorie obrů nebo zářivých obrů, ale zejména nestabilní proměnné hvězdy jako W Virginis mohou být zařazeny mezi veleobry. Nejslabší červení veleobři mají absolutní magnitudu okolo -3.

### Proměnnost

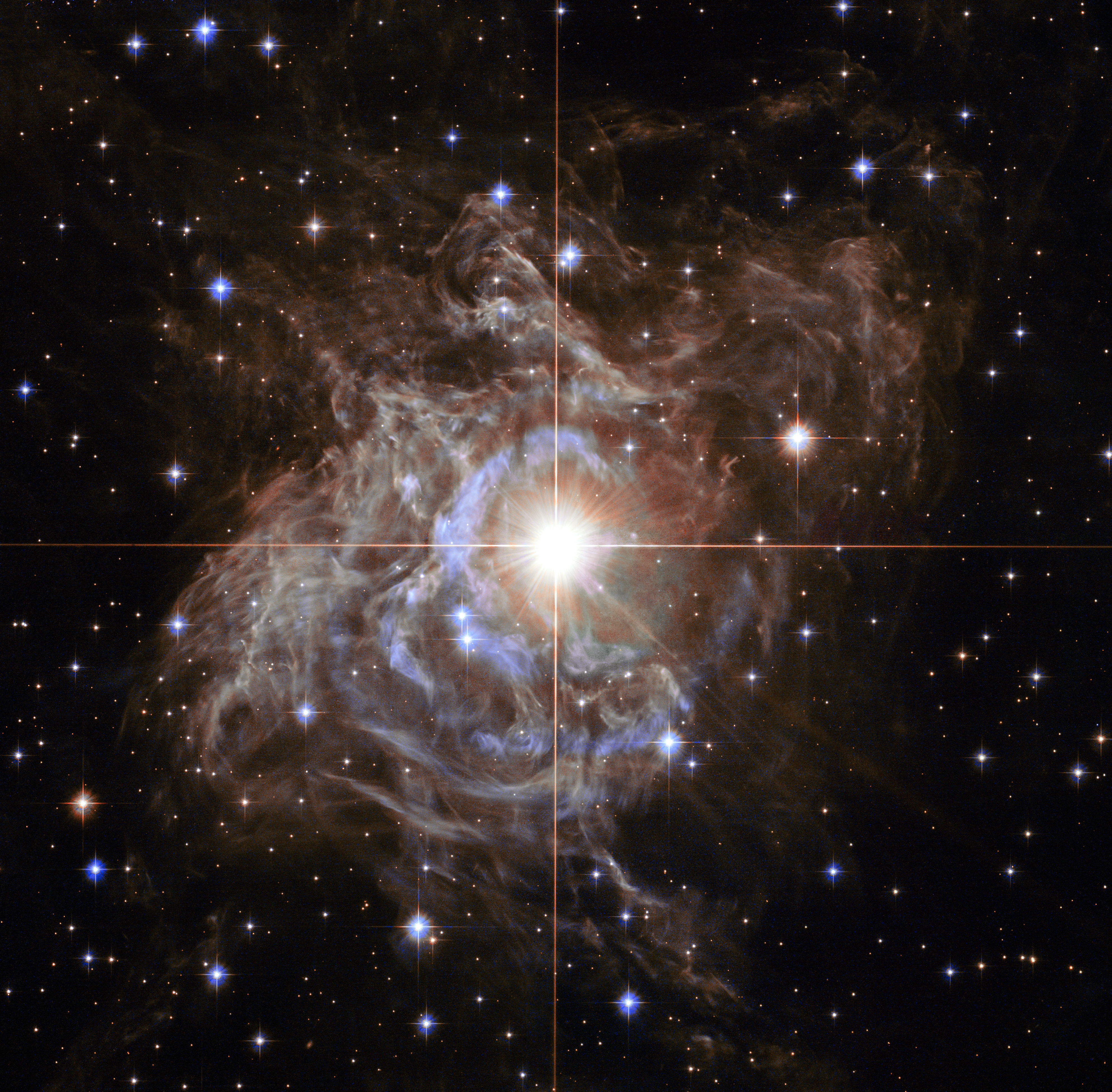
RS Puppis je veleobr a zároveň proměnná Cepheida.

Zatímco většina veleobrů vykazuje určitý stupeň fotometrické variability, jako například hvězda typu Alfa Cygni, polopravidelná proměnná hvězda a nepravidelná proměnná hvězda, existují určité, dobře definované typy proměnných hvězd i mezi veleobry. Pás nestability protíná i oblast veleobrů, takže mnoho žlutých veleobrů patří do kategorie proměnných Cepheid. Tato oblast pokračuje a zahrnuje i ještě zářivější žluté hyperobry, extrémně vzácné hvězdy s velmi krátkou dobou životnosti. Mnoho proměnných hvězd R Coronae Borealis, i když ne všechny, jsou žlutými veleobry, ale jejich proměnnost je tvořena neobvyklým chemickým složením, spíš než fyzikální nestabilitou.
I další typy proměnných hvězd, jako například RV Tauri nebo PV Telescopii, jsou často popisovány jako veleobři. Proměnným hvězdám typu RV Tauri jsou často přiřazeny spektrální charakteristiky zářivých veleobrů z důvodu jejich nízké povrchové gravitace; patří mezi nejvíce zářivé hvězdy AGB a mají hmotnost podobnou Slunci. Ještě vzácnější proměnné hvězdy typu PV Telescopii jsou rovněž často řazeny mezi veleobry, ale mají nižší zářivý výkon než veleobři a unikátní B[e] spektrum s extrémním deficitem vodíku.
LBV jsou proměnné s četnými polopravidelnými periodami, špatně předpovídatelnými erupcemi a obřími výbuchy. Obvykle se jedná o veleobry nebo hyperobry, občas s charakteristikami Wolfových–Rayetových hvězd. Jsou to extrémně zářivé, masivní, vyvinuté hvězdy s expandovanými vnějšími vrstvami, ale jsou tak výrazné a neobvyklé, že jsou často považovány za zvláštní kategorie, aniž by byly označovány jako veleobři daného spektrálního typu. Často se jejich spektrální typ označuje prostě "LBV", protože mají zvláštní a velmi proměnlivé spektrální vlastnosti, s teplotami v rozmezí od 8000 až 20 000 stupňů Kelvina, nebo i víc.

### Chemické složení
Hojnost různých prvků na povrchu veleobrů se liší od méně svítivých hvězd, protože veleobři jako vyvinuté hvězdy mohou produkovat těžší prvky.
Chladní veleobři vykazují zvýšené hodnoty hélia a dusíku na povrchu v důsledku konvekce těchto produktů jaderné fúze, které vznikají, když velmi hmotná hvězda hlavní posloupnosti spaluje vodík. Helium se vytváří v jádru i obálce fúzí vodíku, dusík vzniká spolu s uhlíkem a kyslíkem při CNO cyklu, a zároveň jsou uhlík a kyslík zredukovány. Červení veleobři se liší od zářivých, ale méně hmotných hvězd AGB neobvyklým chemickým složením povrchu, obsahují totiž navíc uhlík a lithium. Hvězdy AGB v pozdních fázích vývoje zase obsahují vysoce obohacený kyslík a produkují hydroxidy.
Žhavější veleobři vykazují rozdílné úrovně obohaceného dusíku. To může být důsledkem různých mixů vlastností původních hvězd hlavní posloupnosti, například rotací, nebo proto, že někteří modří veleobři jsou čerstvě vyvinutí z hlavní posloupnosti, zatímco jiní už dříve prošli fází červeného veleobra. Hvězdy vzniklé z červeného obra mají obecně vyšší úrovně dusíku v porovnání s uhlíkem v důsledku konvekce materiálu prošlého cyklem CNO, a také úplně ztratili vnější obálku. Typický je pro ně povrch obohacený héliem, který představuje více než třetinu jejich atmosféry.

## Příklady veleobrů
Veleobři jsou vzácné hvězdy s krátkou životností, ale díky jejich vysoké zářivosti je lze spatřit na noční obloze prostým okem. Rigel je nejjasnější hvězdou v souhvězdí Orion a typický modrý veleobr, Deneb je nejjasnější hvězdou v souhvězdí Labuť a bílý veleobr, Delta Cephei je klasickým prototypem proměnné hvězdy a žlutý veleobr, zatímco Betelgeuse, Antares a UY Scuti jsou červení veleobři. Mý Cephei je jednou z nejčervenějších hvězd viditelných pouhým okem a zároveň jednou z největších hvězd v Galaxii.